# Rosellinia mycophila
Rosellinia mycophila är en svampart som tillhör divisionen sporsäcksvampar, och som först beskrevs av Fr., och fick sitt nu gällande namn av Pier Andrea Saccardo. Rosellinia mycophila ingår i släktet Rosellinia, och familjen kolkärnsvampar. Arten är reproducerande i Sverige.